# Tricky
 (mai 2021).
Si vous disposez d'ouvrages ou d'articles de référence ou si vous connaissez des sites web de qualité traitant du thème abordé ici, merci de compléter l'article en donnant les références utiles à sa vérifiabilité et en les liant à la section « Notes et références ».
Tricky [tɹɪki] , de son vrai nom Adrian Nicholas Matthews Thaws, est un musicien britannique, né le 27 janvier 1968. Il est considéré comme un des piliers du trip hop, mouvement musical des années 1990 et il mélange notamment rock, hip-hop, musique électronique et musique soul. Son premier album, Maxinquaye, a été nommé pour le Mercury Prize et fut élu album de l’année par la revue musicale NME. Il fut membre de Massive Attack mais il quitte le groupe en 1994 après la sortie de l'album Protection.

## Biographie

### Son enfance à Bristol
Tricky est né dans le quartier de Knowle West, à Bristol, au sud-ouest de l'Angleterre. Son père abandonna sa famille avant sa naissance et sa mère, Maxine Quaye se suicida alors qu’Adrian n’avait que quatre ans. Tricky nomma son premier album Maxinquaye en hommage à sa mère, et affirma un jour que, bien qu’il ne l’ait connue que très peu, il avait le sentiment qu’elle parlait encore à travers lui.
Adrian passa une grande partie de sa jeunesse avec sa grand-mère, qui le laissait souvent regarder de vieux films d’horreur plutôt que d’aller à l’école. À 15 ans, Tricky commença à écrire ses premiers textes, qui reflétaient plus les préoccupations sexuelles d’un adolescent que les thèmes sombres et ambigus qu’on trouverait plus tard sur ses albums. À 17 ans, il fit un séjour en prison pour avoir acheté des faux billets de 50 livres sterling à un ami, qui le dénonça par la suite. Tricky déclara à ce sujet  une interview : « La prison, c’était très bien. Je n’y retournerai jamais. » (NME, 1995).

### Premiers pas musicaux
Après avoir rencontré DJ Milo, Tricky commença à fréquenter les membres d’un sound system nommé The Wild Bunch (des rangs duquel naquit entre autres le groupe Massive Attack). Adrian fut alors surnommé « Tricky Kid », et à 18 ans il intégra le groupe de rap Fresh 4, qui gravitait autour du Wild Bunch. Tricky collabora sur le premier album de Massive Attack, Blue Lines, sorti en 1991. Mais dès qu’il devint clair que faire de la musique était aussi un business, Tricky fut passablement échaudé. Bien qu’il apparaisse à nouveau sur l’album suivant de Massive Attack, Protection (1994), Tricky n’eut jamais le sentiment de faire partie du groupe.
En 1991, avant la sortie de Blue Lines, il rencontra Martina Topley-Bird. Quelque temps plus tard, de passage chez Thaws, elle lui dit, ainsi qu’à Mark Stewart, qu’elle savait chanter. Martina n’avait que 15 ans à l’époque, mais sa voix impressionna grandement les deux hommes, et ensemble ils enregistrèrent Aftermath (bien que le magazine musical anglais The Face prétendît en 1995 que la première chanson que Tricky et Martina enregistrèrent ensemble était Shoebox). Tricky fit écouter Aftermath aux membres de Massive Attack, qui ne furent pas intéressés. En conséquence de quoi, en 1993, Tricky fit presser la chanson sur une centaine de vinyles. Il la copia directement depuis la cassette, pour un rendu plus brut. Finalement, le single Aftermath, édité en white label, lui permit de décrocher un contrat avec la maison de disques Island Records, de sorte qu’il put commencer l’enregistrement de son premier album.

### Maxinquaye, ou la percée de Tricky

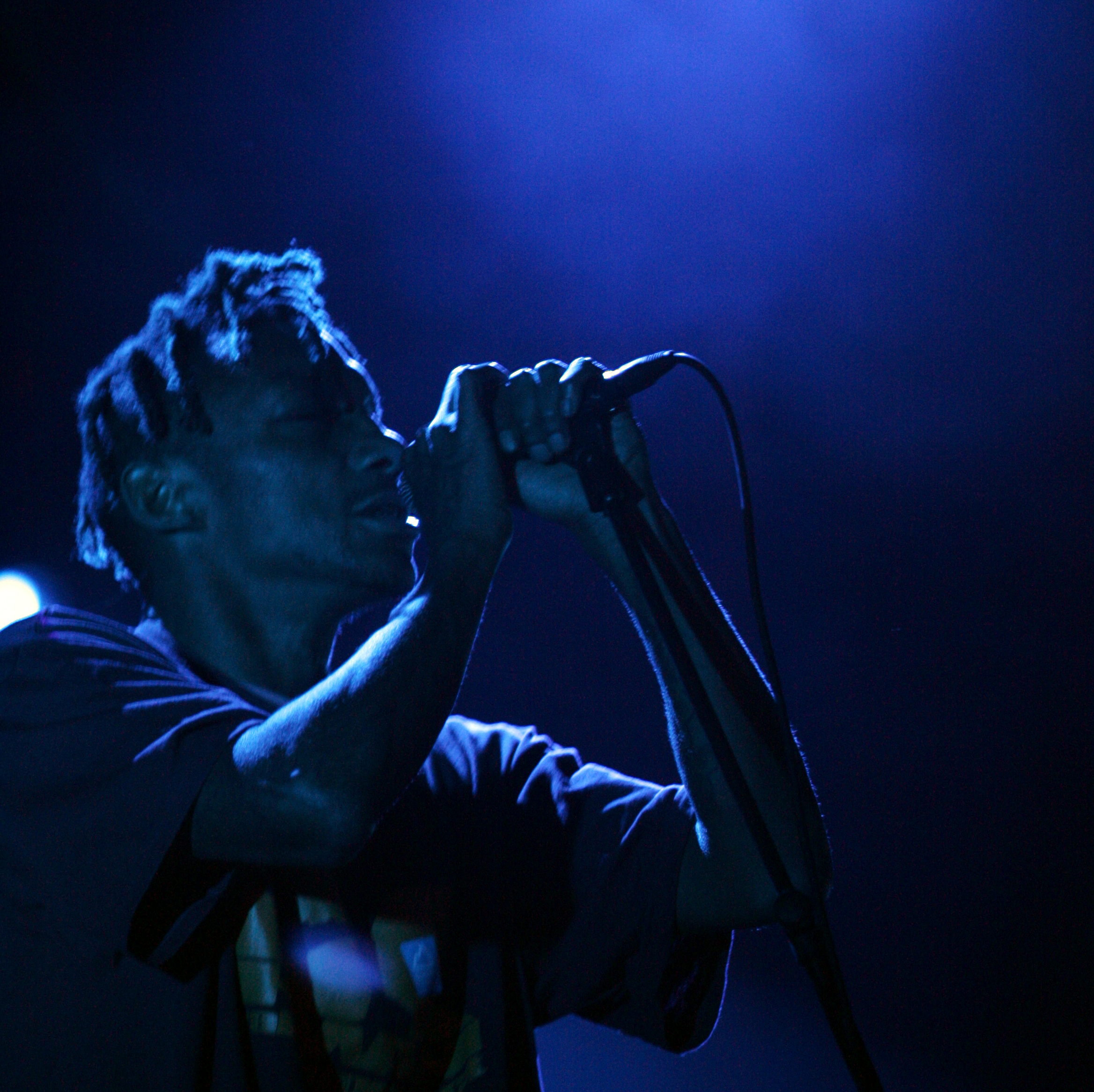
Tricky au festival Pully For Noise 2008

Après avoir quitté Massive Attack Tricky sort son premier album solo Maxinquaye.
Cet album sera un succès massif et lui vaudra une célébrité internationale avec laquelle il sera notoirement mal à l'aise. La richesse de cet album réside dans le mélange d'influences musicales variées qui parviennent toutefois à produire un son unique et original. À propos de cet album le magazine Rolling Stone écrit : « Tricky a tout absorbé depuis le hip-hop et la soul américaine jusqu'au reggae et aux racines les plus mélancoliques du rock anglais des années 80 ». Il dira notamment que Kate Bush l'a beaucoup inspiré pour ce premier album. Sorti quelques mois après le premier album de Portishead, Maxinquaye contribue à faire de Bristol une capitale de la pop.
Tricky apparaît ensuite à l’écran dans Le Cinquième Elément de Luc Besson et livre six albums, dont Nearly God sorti en 1996 où il reprend Tattoo, un morceau pré-trip-hop de Siouxsie and the Banshees. À ses débuts en solo, la chanteuse qui l'accompagnait était Martina Topley-Bird, son ex-femme. Puis, il a rencontré Costanza Francavilla qui lui a passé une maquette en Italie à la fin d'un de ses concerts. Elle l'a accompagné sur le disque Vulnerable.
Tricky a collaboré également avec Björk et Neneh Cherry, les Red Hot Chili Peppers, Cyndi Lauper, repris Nirvana, Eurythmics, XTC, Kylie Minogue, le thème de Wonder Woman signé Charles Fox (Barbarella, La croisière s'amuse)... Il est apparu sur la compilation Mr Gainsbourg Revisited en hommage à Serge Gainsbourg, au côté de Placebo, Franz Ferdinand, Marianne Faithfull, Marc Almond et Carla Bruni entre autres.
Il a donné un concert le 26 juin 2003 au Zénith de Paris, et le 6 mars 2024 à L'Olympia. Il est aussi passé régulièrement par le festival des Eurockéennes de Belfort en 1999, 2001, 2003 et 2009.
Tricky s'est forgé une image forte et à part à travers ses clips, notamment ceux réalisés par Stéphane Sednaoui pour les morceaux Hell Is Round The Corner et For Real. Il s'est aussi essayé avec succès à la réalisation.
En 2008, il est en résidence à Paris au Cent Quatre du 1er décembre à mi-février.
En 2009, il est accompagné sur scène de la chanteuse Francesca Belmont avec qui il a commencé à écrire un nouvel album, entre Paris et Londres. En 2011, il apparaît sur la scène de Glastonbury avec Beyoncé qui l'invite à chanter à ses côtés.

## Discographie

### Albums studio

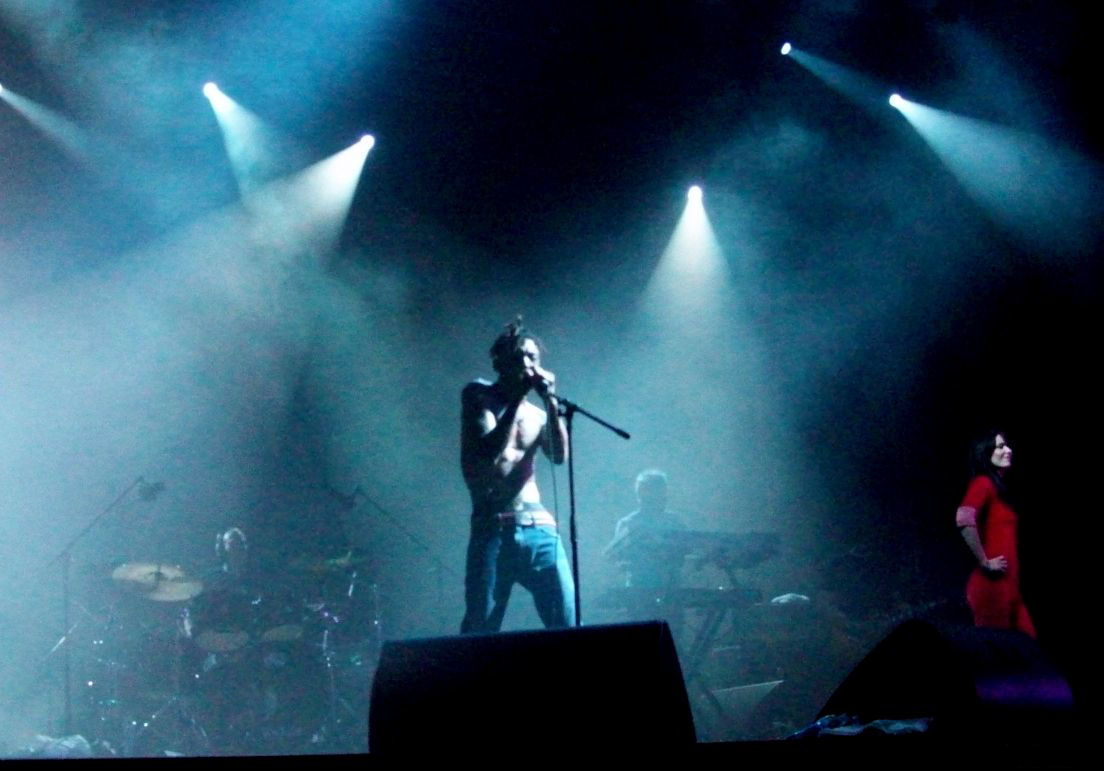
Tricky au festival Traffic de Turin (juillet 2008)

- Maxinquaye (1995)
- Nearly God (1996)
- Pre-Millennium Tension (1996)
- Angels with Dirty Faces (1998)
- Juxtapose(1999)
- Blowback (2001)
- Vulnerable (2003)
- Knowle West Boy (2008)
- Mixed Race (2010)
- False Idols (2013)
- Adrian Thaws (2014)
- Skilled Mechanics (2016)
- Ununiform (2017)
- Fall to Pieces (2020)
- Lonely Guest (2021)
- When It's Going Wrong (2023)

### Compilations
- A Ruff Guide (2002)

### Singles
- Aftermath (1994)
- Ponderosa (1994)
- Overcome (1995)
- Black Steel (1995)
- Hell Is Round The Corner (1995)
- Pumpkin (1995)
- Poems (1996)
- Christiansands (1996)
- Tricky Kid (1996)
- Makes Me Wanna Die (1997)
- Broken Homes / Money Greedy (1998)
- 6 Minutes (1998)
- For Real (1999)
- Evolution Revolution Love (2001)
- You Don't Wanna (2002)
- Antimatter (2003)
- How High (2004)
- Council Estate (2008)
- Slow (2008)
- Murder Weapon (2010)
- Ghetto Stars (2010)
- Time To Dance (Remixes) (2011)
- Nothing's Changed (2013)
- Matter Of Time (2013)
- Nicotine Love (2014)

### Maxi
- Tricky Presents Grassroots (1996)
- Mission Accomplished (2000)

### Compilations mixées
- Remixed (2001)
- Back to Mine (2003)

## Filmographie

### Bande originale / Musique de film
- The Crow, la cité des anges
- The Crow 3: Salvation
- Half Baked
- Bad Company
- Thir13en Ghosts
- Queen of the damned
- Strange Days
- L'Île de l'étrange
- Need for Speed: ProStreet
- Clean
- 187 code meurtre
- Le Transporteur 3
- Good Cop
- Scrubs (série)
- Ghost in the Shell

### Acteur
- Le Cinquième Élément de Luc Besson (1997)
- Clean d'Olivier Assayas (2004)
- Parabola (clip vidéo de Tool) d'Adam Jones
- Ghost in the Shell (coupé au montage ; visible dans la bande annonce)

### Réalisateur
- Brown Punk (en tournage)

## Collaborations
La carrière de Tricky est marquée par un nombre important de collaborations et de duos. L'album Nearly God en particulier est composé uniquement de duos.
Certaines de ces collaborations se sont achevées de manière brutale. Il a notamment exprimé son animosité envers le groupe Massive Attack et utilise parfois le terme «vampire» quand il parle de Björk.
Voici une liste non exhaustive des artistes et des groupes ayant travaillé avec Tricky :
- Whale sur l'album We Care (1995) et les LP Pay For Me & I'll Do Ya (1995)
- Massive Attack sur Blue Lines et Protection
- Martina Topley Bird, sur Maxinquaye en 1995 puis sur l'album Quixotic en 2006
- Alison Goldfrapp, sur Maxinquaye
- Howie B sur Maxinquaye
- Björk sur son album Post (1995) puis sur Nearly God (1996)
- Terry Hall sur son double-album Rainbows (1995) puis sur Nearly God (1996)
- Damon Albarn chanson inachevée pour Nearly God
- Neneh Cherry sur un album de remix de Woman, puis Kootchi et Feel It et sur Nearly God (1996)
- Grace Jones sur l'album Cradle To The Grave (1998)
- Scott Ian d'Anthrax sur le titre Carriage for Two de Angels with Dirty Facess
- PJ Harvey sur Broken Homes de Angels with Dirty Faces
- Terranova, Tricky chante sur le titre Bombing Bastards de l'album Close The Door (1999)
- The Baby Namboos sur Ancoats 2 Zambia
- Ed Kowalczyk et son groupe Live sur V et Blowback
- John Forté et son album I, John (2002)
- Paul Oakenfold sur Bunkka et The Harder They Come (2003)
- Agoria, un titre sur l'album Blossom
- Sly & Robbie sur Version Born
- Émilie Simon avec Je tombe
- Zenzile sur living in monochrome
- Red Hot Chili Peppers sur Girls
- Maya Jane Coles pour le titre Wait For You sur l'album Comfort sorti en 2013.
- Sefyu et Sania Milka pour le titre "Stay in the Light" (2013)
- Francesca Belmonte sur False Idols et Adrian Thaws
- Anika pour le titre Lonely Dancer de l'EP 20,20 sorti en 2020[11].
- Rodolphe Burger pour le remix de FX of love sur l'album House Musicsorti en 2020.